# Tabarquin
Le tabarquin (endonyme :  tabarkin) est un dialecte ligurien parlé dans l'archipel du Sulcis, au sud-ouest de la Sardaigne, dans les communes de Carloforte (Île San Pietro) et de Calasetta (Île de Sant'Antioco). Le ligure a été importé en 1738 lorsque Charles-Emmanuel III rapatria des évacués génois originaires de l'île de Tabarka dans son royaume pour repeupler les zones littorales désertées par les incursions répétées des corsaires « maures ».

## Caractéristiques des variantes
Le tabarquin de Caloforte contient peu d’archaïsmes et reste proche du ligure moderne. A contrario le tabarquin de Calasseta, même s'il a été lexicalement influencé par le sarde, contient plus d’archaïsmes et demeure proche du ligure du XVIe siècle. Les deux dialectes possèdent des mots dérivés de l'arabe, du français, du napolitain, du sicilien et du sarde.

## Reconnaissance de la langue
Le tabarquin est reconnu explicitement par l’article 2.4 de la loi régionale du 11 septembre 1997 de la région autonome de Sardaigne sur la promotion et la valorisation de la culture et de la langue de la Sardaigne.

## Phonologie

### Consonnes
|           | Bilabiale | Labio-dentale | Alvéolaire | Post-alvéolaire | Palatale | Vélaire | Labio-vélaire |
| --------- | --------- | ------------- | ---------- | --------------- | -------- | ------- | ------------- |
| Nasale    | m         |               | n          |                 | ɲ        | ŋ       |               |
| Occlusive | p b       |               | t d        |                 |          | k ɡ     |               |
| Affriquée |           |               |            | t͡ʃ d͡ʒ           |          |         |               |
| Fricative |           | f v           | s z        | ʃ ʒ             |          |         |               |
| Roulée    |           |               | r          |                 |          |         |               |
| Spirante  |           |               | l          |                 | j        |         | w             |

### Voyelles
|            | Antérieure | Antérieure | Antérieure | Centrale | Centrale | Postérieure |
| ---------- | ---------- | ---------- | ---------- | -------- | -------- | ----------- |
| Fermée     | i          | y          | y          |          |          | u           |
| Moyenne    | e          | ø          | ø          |          |          | o           |
| Mi-ouverte | ɛ          |            |            |          |          | ɔ           |
| Ouverte    |            |            |            | a        | a        |             |

En tabarquin, les voyelles peuvent être longues ou courtes.

## Graphie
Parmi les nombreux systèmes permettant d'écrire le ligure, il en existe un spécifique pour le dialecte tabarquin (a grafìa tabarkin-a) qui se distingue par son abondante utilisation de diacritiques. L'accent circonflexe permet de noter une voyelle longue lorsque deux sons ont fusionné, le tréma de représenter des sons particuliers (ö pour [ø] et ü pour [y]), idem pour le caron (š [ʃ] ou [ʒ], ň [ŋ]), l'accent grave de retranscrire un son ouvert, l'accent aigu un son fermé, la succession des deux d'éviter une diphtongaison (áò, áè par exemple), le macron d'indiquer à la fois l'ouverture, la tonicité et longueur d'une voyelle.
L'alphabet comporte sept voyelles (a, e, i, o, u, ö, u) et dix huit consonnes (b, c, d, f, g, h, j, k, l, m, n, p, q, r, s, t, v, z). La plupart des lettres se prononcent comme en italien sauf contre-indications (voir tableau ci-dessous) et les consonnes géminées qui sont moins marquées. L'accent tonique est noté par un accent aigu.
| Sons | Graphème | Exemples | Notes                                                                  |
| ---- | -------- | --- | ---------------------------------------------------------------------- |
| [k]  | K        | Tabòrka (Tabarka), tabarkin (tabarquin)                                                                                        | Alternative au graphème « ch » ; demeure assez peu usité               |
| [ʒ]  | J        | Fajö (haricot) ; ojellu (oiseau) ; cuju (cousin) ; söja (belle-mère) ; naije (narine) ; nuje (noix) ; sciaiju (pois chiche)    |                                                                        |
| [ʒ]  | Š        | | Seulement devant b, d, g, l, m, n, r et v.                             |
| [ʒ]  | X        | |                                                                        |
| [ŋ]  | Ň        | |                                                                        |
| [ŋ]  | N        | Balen-a (baleine) ; campan-a (cloche) ; chin-a (berceau) ; tunnun-a (thon salé)                                                | Correspond au son d'un n nasal détaché du son de la voyelle suivante   |
| [ø]  | Ö        | Bö (bœuf) ; cö (cœur) ; fajö (haricot) ; fögu (feu) ; söja (belle-mère)                                                        |                                                                        |
| [ø]  | EU       | | Emprunté au français                                                   |
| [ʃ]  | SC       | Sc-coggiu (roche) ; sc-cubba (balai)                                                                                           | Alternative à « sh » et « š »                                          |
| [ʃ]  | SH       | Shcöggiu (roche) ; shciöppu (fusil) ; shcubba (balais) ; shpréscia (hâte); shtradda (route)                                    | S'utilise uniquement devant une consonne Alternative à « sc » et « š » |
| [ʃ]  | Š        | | Alternative à « sc » et « sh »                                         |
| [s]  | S        | Sèa (soie) |                                                                        |
| [j]  | Y        | |                                                                        |
| [z]  | Z        | Zena (Gênes) ; zebibbu (raisins secs) ; zemin (soupe aux pois chiches) ; zenzìe (gommes) ; zona (fille, région) ; zuncu (jonc) |                                                                        |